# Dansmus
En dansmus eller japansk dansmus (engelska: Japanese dancing/waltzing mouse) är en sällskapsmus med en defekt på balanssinnet som gör att den ser ut att dansa. Biologer har varit särskilt intresserade av denna sorts mus på grund av dess underliga rörelser. Dessa möss har en mutation i innerörat så att balanssinnet inte fungerar.
"Dansmöss", micromöss eller minimöss som säljs i djuraffärer är oftast vanliga tammöss (Mus musculus) och alltså inte äkta dansmöss. Riktiga dansmöss är en form av Mus wagneri, Wagner's mouse, och inte Mus musculus.

## Beskrivning
De flesta dansmöss är vit-svarta eller vit-grå, med mycket olika mönster och teckningar. Trefärgade möss är ovanliga. 
En vuxen dansmus är 7-7,5 cm lång, och om svansen är inräknad blir längden 12-13 cm. Dansmusen väger ca 18 g. 
Dansmöss är som regel mindre och klenare än vanliga möss. De är oförmögna att bära sin egen tyngd och kan därför inte klamra sig fast i föremål. Huvudet är lite annorlunda i formen än vanliga möss. Dansmöss har svarta ögon.
Vuxna dansmöss är fullständigt döva. Några dansmusungar hör ett fåtal ljud i början av tredje levnadsveckan. Dansmöss kan inte skilja grönt från blått, eller lila från rött.
Dansmusens livslängd är vanligen upp till 1,5 år.

### Dansrörelser
Dansmöss brukar rastlöst springa runt i cirklar på alla fyra, och ännu oftare snurra runt på samma ställe med en otrolig hastighet i flera minuter, samtidigt som huvudet pekar inåt. Cirklarna den springer i är 5-30 cm i diameter. Efter att ha snurrat i en till två minuter, snurrar mössen åt motsatt riktning. Vanligen utförs dansen individuellt, men det händer att två eller tre andra möss gör sällskap. En märkbar och kännetecknande egenskap hos dansmusen är dess sniffande. Ofta stannar musen mitt i dansen och sniffar i luften i en sekund eller två.
Dansmöss kan gå och springa på en alldeles rak linje en längre sträcka men gör sällan det.
Det är osäkert om dansen är frivillig eller inte. För det mesta uppstår dansen när musen kommer ut från sin mörka sovplats.

## Ursprung och förekomst
Dansmöss har hållits som husdjur sedan slutet på 1700-talet, kanske tidigare. Dansmössens ursprung är osäkert, men de antas härstamma från Japan eller Kina. Ibland kallas dansmusen för den japanska eller kinesiska musen. Förmodligen var dansmössens riktiga ursprungsland Kina, eftersom mössen på japanska vanligen kallas Nankin nesumi, musen från Nanking. Dansmössen tros ha kommit till genom systematisk selektiv avel. En annan teori är att dansmössen byggde bo i bomullshöljen i Peru genom att ordna bomullsfibrerna till ett näste genom att springa på dem i cirklar.
Några japanska biologer tror att rörelserna blev ärftliga som resultat av isoleringen i trånga burar. Saint Loup menade år 1893 att dansrörelserna berodde på en oavsiktlig nervskada som möjligen fördes vidare till avkommorna, men en studie gjordes, och det visade sig vara en felaktig gissning.
Japanerna kallar inte dessa möss för "dansmöss", eftersom de cirkulerande rörelserna påminner om den europeiska dansen och inte den slags dans de själva är vana vid.
I Japan lever dansmössen som husdjur i små burar. I Europa är det danserna som är det främsta intresset. Därför ser européerna till att mössen får så stor dansplats som möjligt i buren så att de kan dansa bekvämt. I Japan har danserna varit kända under lång tid, men det har inte påverkat japanernas intresse för djuret. Japanerna är förtjusta i dansmössen för deras näpenhet, intelligens och aktivitet. Mössen används som underhållning för barnen och placeras i burar som oftast är 15 centimeter stora, stundtals i en något bredare trälåda där en av väggarna består av ett ståltrådsnät. I denna låda är det ofta byggt ett torn, en bro och ett hjul. Hjulet är ganska brett, med formen av en trumma, och har hål i sig så att djuret kan smyga in och ut. Musen springer inuti hjulet, vanligtvis i timmar, speciellt på kvällen. Ingen övrig plats i buren finns så att djuret kan röra sig fritt, därför kan man sällan se musen snurra runt, oavsett om det är frivilligt eller ofrivilligt.

## Skötsel
Burens botten kan täckas med ett tunt lager sågspån för renlighetens skull. Man bör aldrig använda bomull i dansmössens bur, för mössen kan lätt fastna med fötterna och inte komma loss, och på grund av deras snurrande rörelser lindar bomullen in sig, vilket kan leda till döden eftersom blodcirkulationen till slut stoppar. Buren borde städas ordentligt en gång i veckan. Ju varmare vädret är, desto viktigare är det att buren blir rengjord ofta.
Dansmöss behöver inte matas mer än en gång om dagen, och de äter oftast på kvällen eller natten, så maten bör placeras i buren sent på eftermiddagen. Precis som med andra djur är det hälsosamt för mössen att äta en varierad kost. Dansmöss äter väldigt lite i förhållande till sin aktivitet. Om man vill para sina dansmöss, är det bra att ge torra brödsmulor och havregryn svagt fuktade med mjölk. Det ökar fruktbarheten. Maten får aldrig göras blöt.
En gång i veckan bör man ge dansmössen en lite gröna grönsaker, till exempel sallad.

## Fortplantning
Dansmöss blir könsmogna när de är 4-6 veckor gamla. 
För att lyckas avla med dansmöss måste man se till att de har det rent, varmt och att de har tillräckligt med mat.
Temperaturen bör vara mellan +15 och +21 grader Celsius. De tål inte kyla eller brist på mat. 
Hanmöss tenderar att slåss om de hålls tillsammans och kan döda varandra. En hane kan bo tillsammans med en eller flera honor, för hanar skadar sällan honor. Honor kan i de flesta fall bo tillsammans utan problem. Hanen bör tas bort från buren innan honan föder sina ungar, annars kan han döda de nyfödda ungarna. När man ser att honan bygger ett bo är det bäst att placera henne i en egen bur och låta henne vara ifred.
Dräktighetstiden är 18-21 dagar. Dansmöss föder i genomsnitt 5 ungar per kull, men det kan vara mellan 3 och 9 ungar.
Vanliga möss plockar upp ungarna i munnen och lyfter dem tillbaka till boet om de har råkat ramla ut, men detta gör inte dansmössen. Den första och ibland andra dagen efter födseln stannar modern i boet med ungarna och äter inte så mycket. Den andra dagen äter hon glupskt, och de närmaste två eller tre veckorna äter hon minst dubbelt så mycket som vanligt.
Nyfödda möss är cirka 24 mm långa, och är runt 31 mm långa när de är 9 dagar gamla. Ungarna börjar få päls när de är 4-5 dagar gamla, öronen öppnas när de är 13-15 dagar gamla, de reagerar på ljud när de är 13-17 dagar gamla och öppnar ögonen när de är 15-17 dagar gamla.